# PCBM

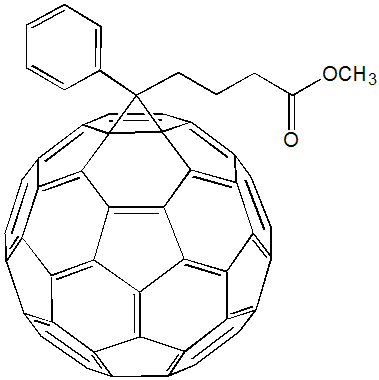
PCBMの構造式

PCBMは、[6,6]-Phenyl-C61-Butyric Acid Methyl Ester（フェニルC61酪酸メチルエステル）の略語で、フラーレンの誘導体である。
C60のフラーレンを持つ[60]PCBMが一般的だが、高次フラーレンのC70やC84を有する[70]PCBMや[84]PCBMなども存在し、市販されている。単なるフラーレンが一般的な有機溶媒への溶解性に乏しいのに対し、[60]PCBMはトルエンに10 mg/mlの溶解度がある。そのため、PCBMは塗布法が可能な有機薄膜太陽電池のn型半導体材料などとして数多く研究されている。